# 瀬戸内町立俵中学校
瀬戸内町立俵中学校（せとうちちょうりつ ひょうちゅうがっこう）は、かつて鹿児島県大島郡瀬戸内町俵にあった町立中学校。
2018年度から休校となり、2023年3月末に廃校となった。

## 概要
- 加計呂麻島の瀬相港よりおよそ2.5kmの位置に学校がある。近くに俵小学校があるが、それぞれの小中学校は独立しており、加計呂麻島にある中学校単独校としては当校と薩川中が存在していた。

## 校区
- 瀬戸内町立俵小学校校区
- 瀬戸内町立西阿室小学校校区
- 瀬戸内町立須子茂小学校校区

## 卒業後の進路
卒業後は鹿児島県立古仁屋高等学校などの高校に進学する。